# Trezzo sull’Adda
Trezzo sull’Adda ist eine Stadt mit 12.107 Einwohnern (Stand 31. Dezember 2023) in der italienischen Metropolitanstadt Mailand, Region Lombardei.

## Geografie

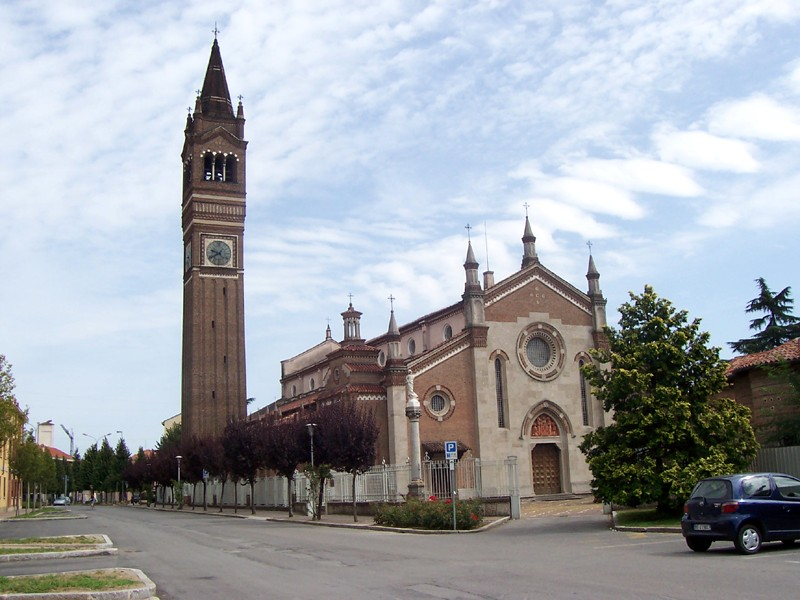
Chiesa Parrocchiale dei Ss. Gervasio e Protasio

Die Nachbarorte von Trezzo sull’Adda sind Cornate d’Adda, Bottanuco (BG), Capriate San Gervasio (BG), Busnago, Grezzago und Vaprio d’Adda. Die Stadt liegt 38 km östlich von Mailand an der Autobahn A4.
Die 1377 errichtete Trezzo-Brücke über die Adda blieb mit einer Bogenspannweite von 72 m bis 1796 die größte Bogenbrücke der Welt und wurde erst mit der Einführung der Metallbauweise übertroffen.

## Bevölkerungsentwicklung
Trezzo sull’Adda zählt 5061 Privathaushalte. Zwischen 1991 und 2001 stieg die Einwohnerzahl von 11.197 auf 11.596. Dies entspricht einem prozentualen Zuwachs von 3,6 %.

## Persönlichkeiten

### Söhne und Töchter der Stadt
- Renato Olmi (1914–1985), italienischer Fußballspieler